# FairEnergie

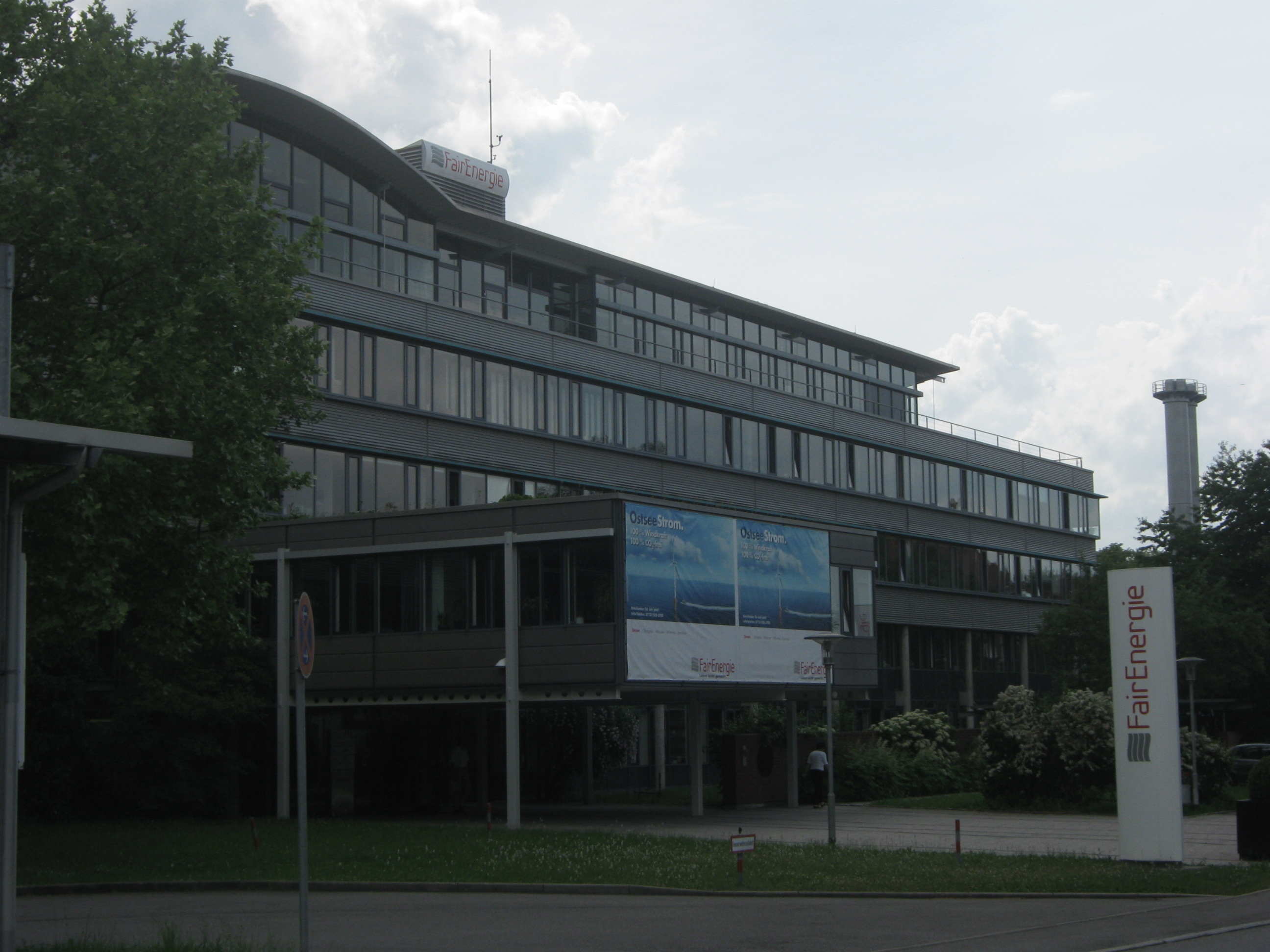
FairEnergie, Mai 2012

Die FairEnergie GmbH, ein Tochterunternehmen der Stadtwerke Reutlingen GmbH, ist ein regionales Mehrspartenversorgungsunternehmen mit Sitz in Reutlingen. Die FairEnergie versorgt ihre Kunden mit Strom, Erdgas, Trinkwasser und Fernwärme. Außerdem bietet das Unternehmen energienahe Dienstleistungen an und betreibt die Reutlinger Bäder.
Gesellschafter sind die Stadtwerke Reutlingen GmbH mit 75,1 % und der Beteiligungspartner EnBW Kommunale Beteiligungen GmbH mit 24,9 %.

## Geschichte
FairEnergie wurde im Jahr 2000 gegründet als Tochtergesellschaft der Stadtwerke Reutlingen.

## Beteiligungen
Die FairEnergie ist zu 87,50 % an der Kraftwerk Reutlingen-Kirchentellinsfurt AG beteiligt. Die übrigen 12,50 % der Geschäftsanteile gehören der Gemeinde Kirchentellinsfurt.
Am 1. Januar 2015 wurde zum Betrieb der entsprechenden Versorgungsnetze die FairNetz GmbH als Tochterunternehmen ausgegründet.